# کوه گوزایشو
کوه گوزایشو (انگلیسی: Mount Gozaisho) یک کوه ژاپنی است که در مرز کومونو، میئه، استان میه و هیگاشی‌اومی، شیگا، استان شیگا واقع شده‌است.